# Freilichtmuseum Bad Tatzmannsdorf

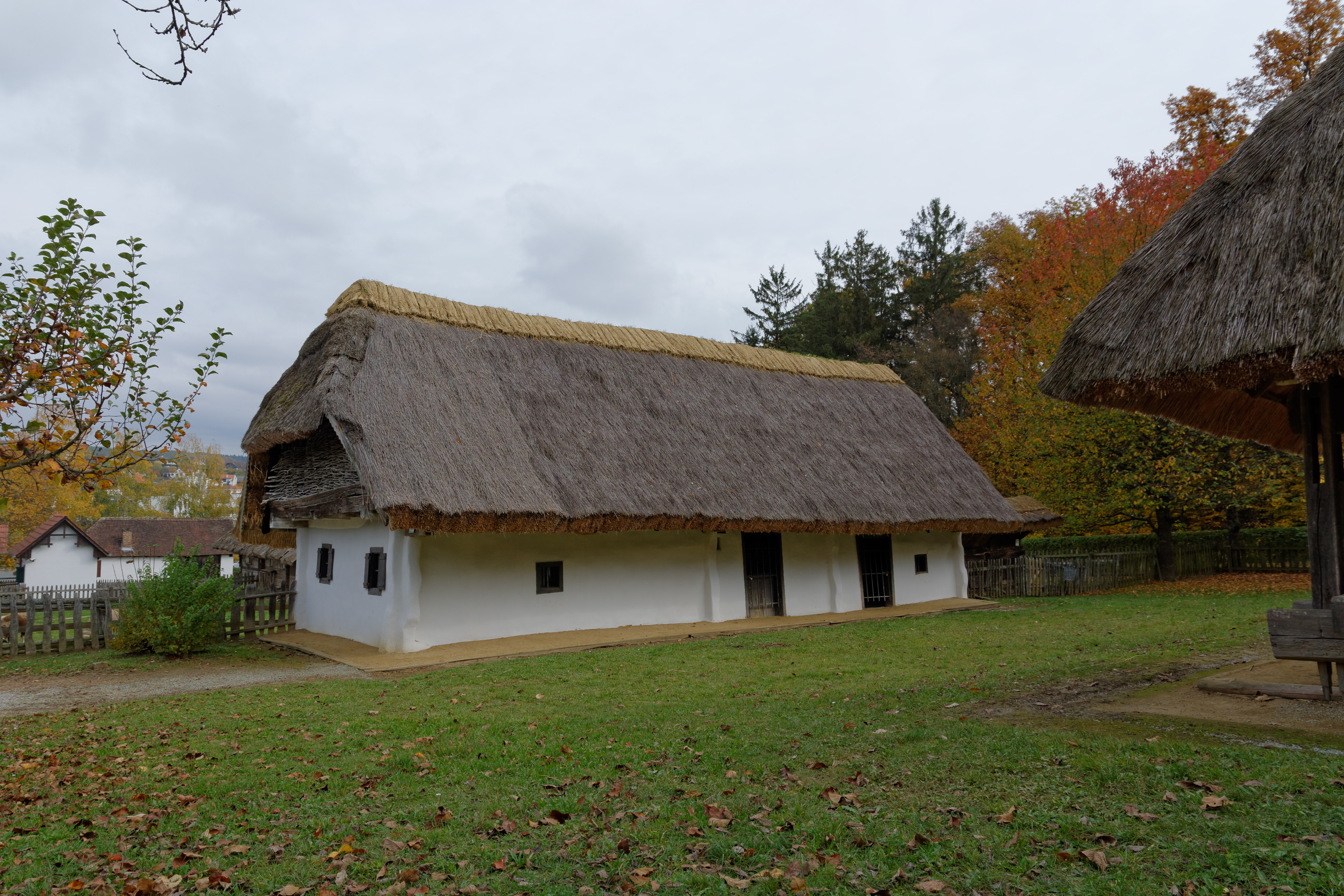
Eines der Häuser

Das Freilichtmuseum Bad Tatzmannsdorf in der Gemeinde Bad Tatzmannsdorf im südlichen Burgenland in Österreich versammelt regionale Holzbauten aus dem 18. und 19. Jahrhundert, die an ihren ursprünglichen Standorten abgetragen wurden. Das Ensemble steht teilweise unter Denkmalschutz. Die Anlage ragt in die benachbarte Gemeinde Oberschützen.

## Vorgeschichte
Im Jahr 1960 sollte in Oberwart der letzte Kitting abgetragen werden, ein mit Lehm „verkitteter“ Speicher in Holzbauweise. Er wurde von der Denkmalbehörde sichergestellt. Da auch andere denkmalwürdige Holzbauten abrissgefährdet waren, entstanden Überlegungen, sie in ein Freilichtmuseum zu überstellen, um durch Konzentration die auf Dauer schwierige Konservierung zu gewährleisten. 
1967 entschied sich die Denkmalbehörde für den Standort Bad Tatzmannsdorf, wo auf Initiative des damaligen Kurdirektors und späteren Bürgermeisters Franz Rehling ein Areal am Rand des Parks zur Verfügung stand. So konnte die erste Gruppe von Holzbauten, die den Besitzern bereits abgelöst waren und für die ein gemeinsamer Platz gesucht wurde, dorthin übertragen werden.

## Freilichtmuseum

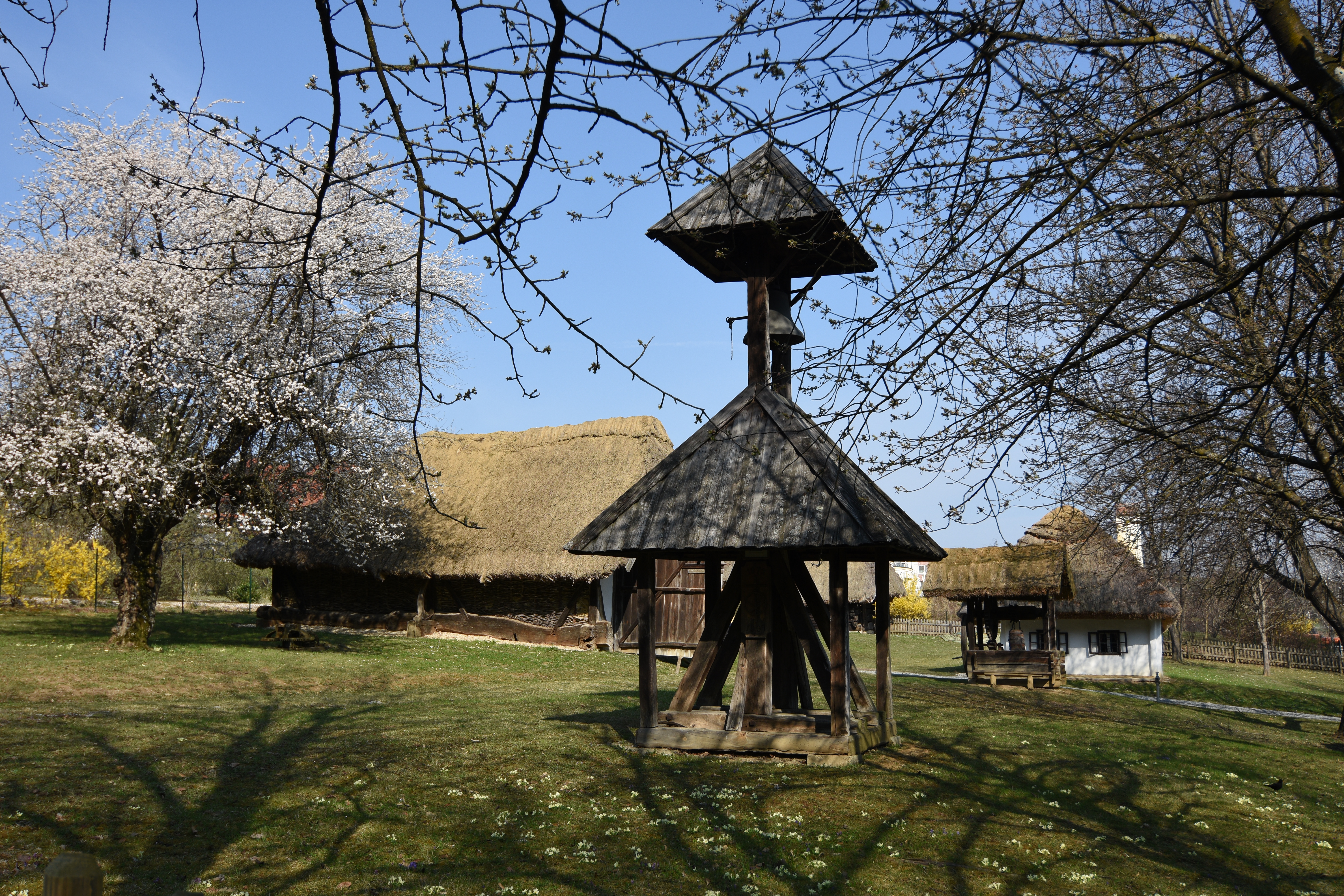
Der Glockenturm

Das Freilichtmuseum wurde 1972 offiziell eröffnet. Für das Sammelziel wurde maßgeblich, nur südburgenländische, d. h. verwandte Bauten aufzustellen, um den Zusammenhang zwischen landschaftlich gebundener Architektur und Umgebung nicht zu verfälschen.
Derzeit umfasst das Museum 24 Objekte aus dem 18. und 19. Jahrhundert, darunter:
- Glockenturm aus Allersgraben, 18. Jahrhundert
- Bauernhaus aus Deutsch-Schützen, 1784
- Weinkeller aus Deutsch Schützen, 18./19. Jahrhundert
- Heustadl aus Moschendorf, 18. Jahrhundert
- Radbrunnen aus Neuhaus am Klausenbach, 19. Jahrhundert
- Kitting aus Oberwart, 19. Jh.
- Schmiede aus Ollersdorf im Burgenland, 19. Jahrhundert
- Bauernhaus aus Sankt Michael im Burgenland, 18./19. Jahrhundert

## Sonstiges
Am 10. Oktober 1977 brachte die Österreichische Post zu diesem Motiv eine Dauermarke der Briefmarkenserie Landschaften aus Österreich zu 16,00 Schilling heraus.